# Niewymienny token
Niewymienialny token (NFT) (ang. non-fungible token) – unikatowa, cyfrowa jednostka danych oparta na architekturze blockchain, którą użytkownicy protokołu mogą między sobą handlować, reprezentująca szeroką gamę przedmiotów materialnych i niematerialnych, takich jak kolekcjonerskie karty sportowe, wirtualne nieruchomości lub wirtualne dzieła sztuki.

## Definicja
NFT to rodzaj tokena kryptograficznego w ekosystemie blockchain. W odróżnieniu od tokenów ERC-20 lub kryptowalut, wszystkie tokeny NFT cechują się niepodzielnością i niewymiennością. Nie ma dwóch tokenów NFT reprezentujących ten sam ciąg danych, ani nie da się ich przedstawić jako ułamka pełnej liczby. Tokeny NFT zazwyczaj wzorowane są na standardzie ERC-721 lub w pełni spełniają jego wymogi. Standard ERC-721 definiuje podstawowe funkcje transferu i zapisu danych i ma swoje korzenie w ekosystemie Ethereum, gdzie tokeny NFT pojawiły się jako pierwsze.
Posiadanie danego tokena nie daje praw autorskich do obiektu, który taki token reprezentuje. Do tego potrzebna jest odpowiednia umowa prawna. Artysta może sprzedać token NFT reprezentujący własne dzieło, ale nie przekazać kupującemu związanych ze zmianą własności praw. W tym sensie tokeny NFT są odrębne od prawa autorskiego.

## Historia
Mimo że pierwsze wzmianki na ich temat pojawiły się już w 2012 roku, tokeny NFT zyskały swoją popularność w 2017 roku za sprawą gry CryptoKitties, polegającej na adoptowaniu i handlu wirtualnymi kotami. Najdroższe zyskiwały wówczas wartość nawet 100 tys. dolarów.
Wraz z początkiem 2021 roku artyści, celebryci, influencerzy i sportowcy zaczęli wydawać swoje prace połączone z ich wirtualnymi odpowiednikami NFT. Kupujący dostrzegają w nich wyjątkowy produkt o wartości kolekcjonerskiej, który wraz z upływem lat mógłby zyskać na wartości.

## Zastosowanie

### Cyfrowa sztuka

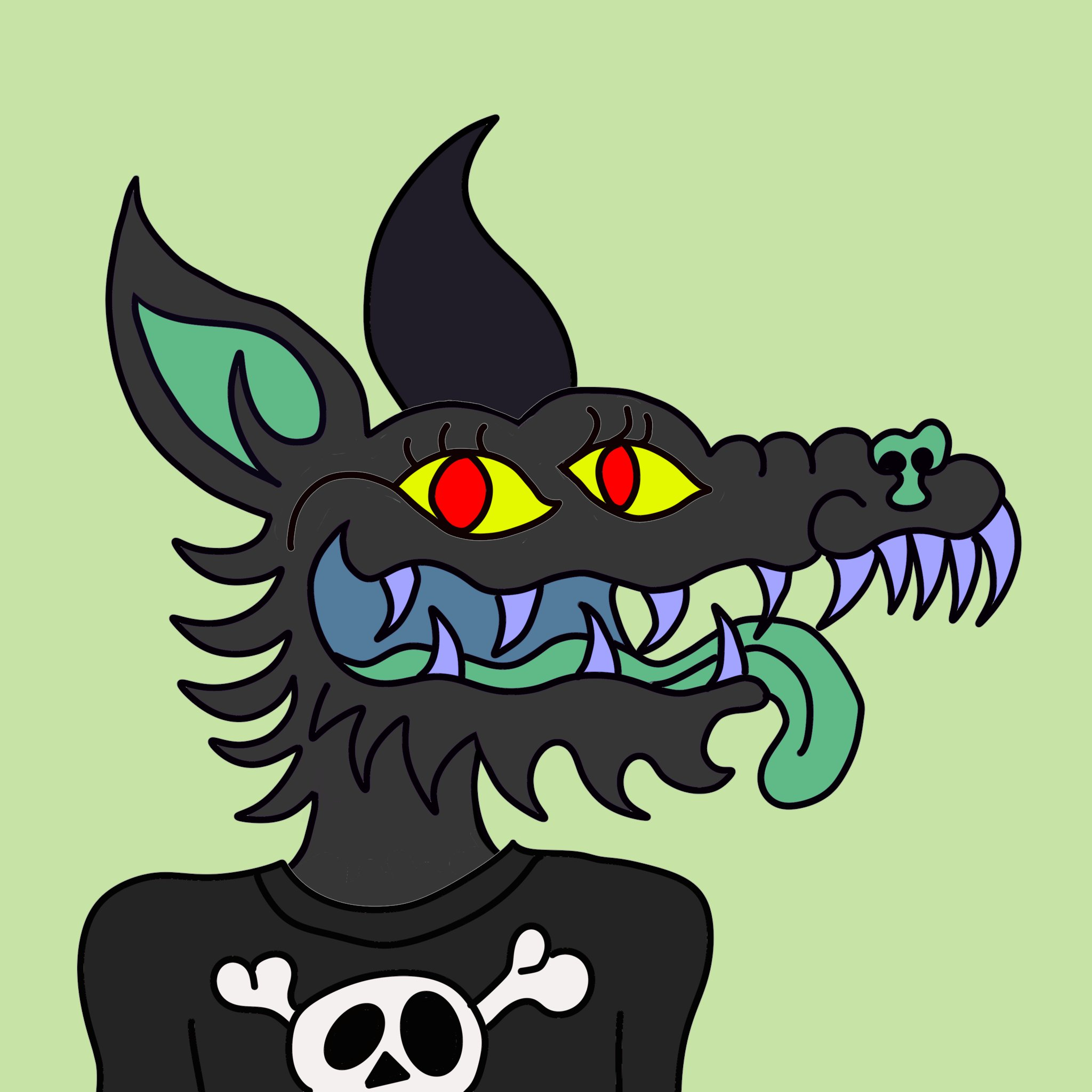
Przykład cyfrowej sztuki wykorzystanej jako NFT

Reprezentowanie digitalnej sztuki było pierwszym czynnikiem które przyczyniło się do wzrostu popularności tokenów NFT. Obraz artysty Mike’a Winkelmanna’a tworzącego pod pseudonimem Beeple został sprzedany w marcu 2021 roku za 69 milionów dolarów. Pierwszym dziełem sztuki NFT sprzedanym na aukcji w Polsce była praca Tomasza Górnickiego „Fortune” z cyklu „Outer dark” sprzedana 28 listopada 2021 r. za cenę 312 700 zł.
Niektóre kolekcje NFT, w tym EtherRocks i CryptoPunks, są przykładami sztuki proceduralnej, w której można stworzyć wiele różnych obrazów, łącząc zestaw prostych komponentów obrazu w różnych kombinacjach.
W 2021 roku, firma Injective Protocol kupiła w galerii Taglialatella w Nowym Jorku pracę artysty Banksy’ego Morons (White) za 95000 dolarów, a następnie przekonwertowała ją na plik cyfrowy powiązany z tokenem NFT i spaliła oryginalny obrazek podczas transmisji na żywo. Stworzony unikalny token ma zostać sprzedany na aukcji za kryptowalutę.

### Przedmioty kolekcjonerskie
Włoski klub piłki nożnej Juventus w lutym 2020 roku poinformował świat o wejściu w rynek NFT. Klub wypuścił karty kolekcjonerskie reprezentujące wizerunki piłkarzy, które zostały podzielone na trzy kategorie rzadkości. Pierwszą wyemitowaną kartą została ta z wizerunkiem Cristiano Ronaldo.

### Gry
NFT mogą być używane do reprezentowania zasobów w grze, takich jak cyfrowe działki, które w założeniu mają być kontrolowane przez „użytkownika”, a nie twórcę gry, co pozwala na obrót aktywami na zewnętrznych platformach handlowych bez zgody deweloperów gry.
W październiku 2021 r. platforma Valve zakazała aplikacji, które wykorzystują technologię blockchain lub NFT do wymiany wartości lub artefaktów gier na swojej platformie Steam.
Raport roczny Game Developers Conference 2022 stwierdza, że 70 procent ankietowanych deweloperów stwierdziło, że ich studia nie są zainteresowane integracją NFT lub kryptowalut w swoich grach.

### Muzyka
Muzycy również mogą tworzyć tokeny NFT reprezentujące ich dzieła. W kwietniu 2021, zespół thrashmetalowy Megadeth sprzedał swój unikalny token NFT. Fan zespołu zapłacił niemal 20 tysięcy dolarów za 6-sekundowy gif prezentujący charakterystyczną maskotkę oraz nazwę zespołu.

### Metawersum
Wraz z rosnącą popularnością wirtualnych światów, tokeny NFT znajdują swoje zastosowanie jako wirtualne przedmioty, które można przenosić pomiędzy różnymi platformami lub jako avatary, reprezentujące wirtualny wygląd użytkownika.

## Tworzenie tokenów NFT
Tworzenie i łączenie tokenów NFT z plikami multimedialnymi możliwe jest między innymi na platformie opensea.io. Dostępne jest to dla każdego, a niektóre opcje są darmowe. Wymaga to posiadania konta w sieci blockchain Ethereum, które można wygenerować przy pomocy portfeli kryptowalutowych takich jak MetaMask. Zazwyczaj proces nie wymaga podania jakichkolwiek danych osobowych.
Przeniesienie unikalnego tokena na inny adres Ethereum, niezależnie od tego, czy należy on do tej samej osoby, czy do innej, możliwe jest tylko poprzez użycie inteligentnych kontraktów, co skutkuje opłatami transakcyjnymi w natywnej kryptowalucie Ether.

## Krytyka
NFT obejmujące sztukę cyfrową zazwyczaj nie przechowują pliku w łańcuchu bloków ze względu na jego rozmiar. Token działa w sposób podobny do certyfikatu własności, z adresem internetowym wskazującym na przedmiotowe dzieło sztuki, co sprawia, że dzieło podatne jest na wygaśnięcie linku. Ponieważ NFT są funkcjonalnie oddzielone od podstawowych dzieł sztuki, każdy może łatwo zapisać kopię obrazu NFT, zwykle poprzez kliknięcie prawym przyciskiem myszy.
Kontrowersje dotyczące NFT podnoszą zarzut wysokiego zużycia energii związanego z transakcjami blockchain, co w konsekwencji powoduje wysokie emisje gazów cieplarnianych. Głównym czynnikiem za to odpowiedzialnym jest system Proof of Work wymagany do regulowania i weryfikacji transakcji blockchain w sieciach takich jak Ethereum, które zużywają duże ilości energii elektrycznej. Ponadto, krytycy NFT porównują je do piramid finansowych i baniek spekulacyjnych.
Zdarzały się przypadki, że bez pozwolenia sprzedawano prace innych osób jako NFT. W 2021 roku, sprzedawcy udającemu Banksy’ego udało się sprzedać NFT rzekomo wykonane przez artystę za 336 000 USD.